# 楽譜浄書
楽譜浄書（がくふじょうしょ、英語: Music engraving、ドイツ語: Notensatz）は、人々への頒布を目的として楽譜を高品質に清書することである。
楽譜浄書に対し写譜（しゃふ、英語: Music copying）もほぼ同義を指すが、浄書はより高度な品質であることを意味し、通常は出版楽譜に対して用いられる。また、浄書した楽譜を印刷することを楽譜印刷（がくふいんさつ、英語: Music printing）と呼ぶ。

## 概要
作曲家の自筆譜は、走り書きであったり、書き込みがや落書きなどがあったりして、そのまま演奏に用いるには適していない。これを、演奏者が読みやすいように整理し新たに書き直す作業が楽譜浄書である。また、楽譜浄書を専門の職業とする人を楽譜浄書家と呼ぶ。楽譜浄書には、筆写によるものと印刷によるものの2つの形態がある。
近年では、楽譜作成ソフトウェアを搭載したコンピュータを用いて楽譜を浄書し印刷するのが主流であるが、これらが普及するまでは手作業で楽譜浄書が行われていた。コンピュータ普及前における楽譜印刷の手法は大きく3つあり、それらは活版印刷と彫版印刷と平版印刷であった。

## 歴史

### 楽譜印刷の成立

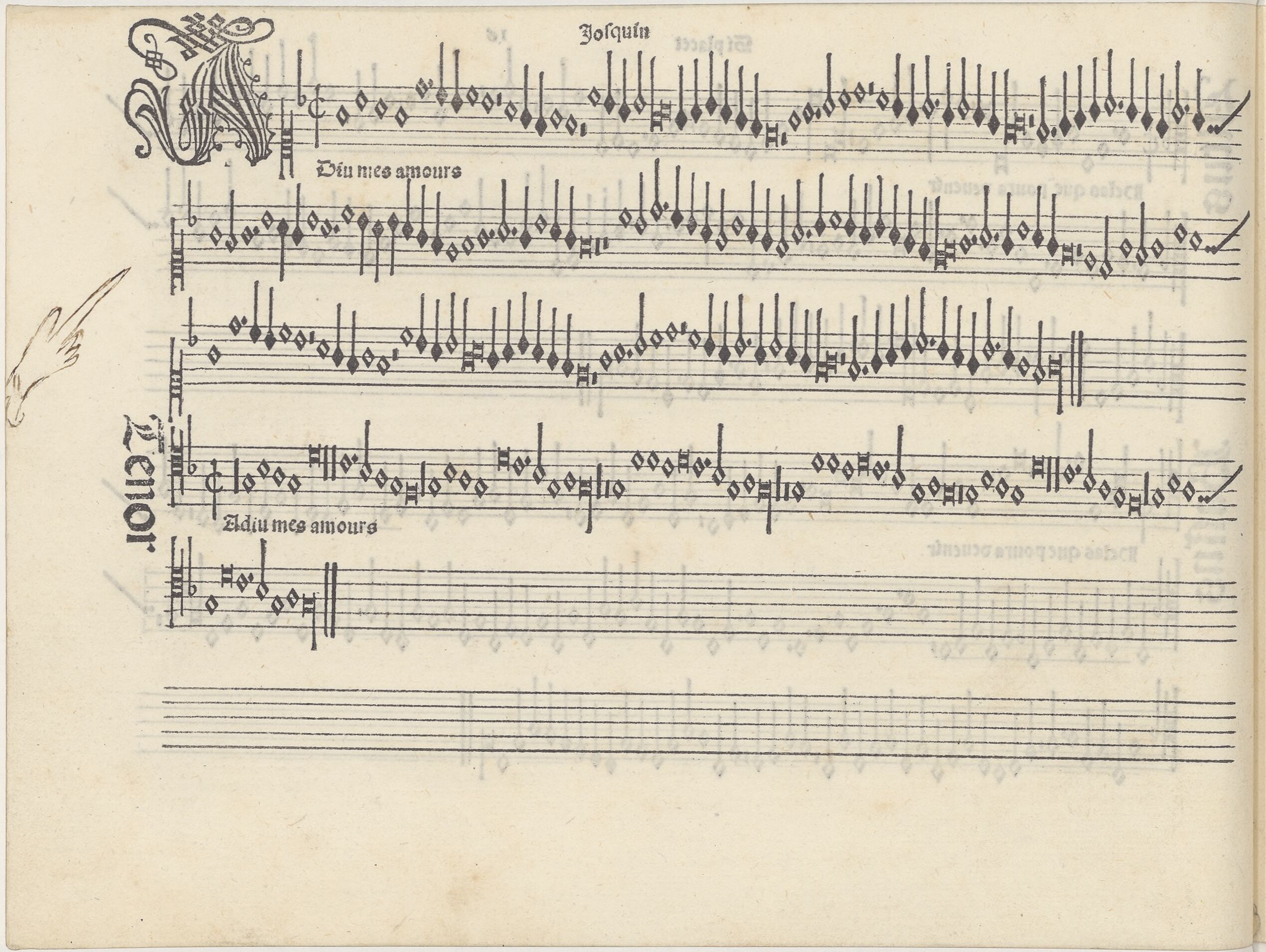
ペトルッチによる《オデカトン》の浄書譜（1501年）

楽譜印刷の登場以前は主に筆写によって楽譜が製作されていた。楽譜印刷の最初の試みは15世紀後半に見られ、1473年にドイツ南部のエーリンゲンで印刷されたジャン・ジェルソンの《マニフィカト集（ドイツ語: Collectorium super Magnificat）》とされている。この楽譜では5つの音符と歌詞が鋳造音符活字によって印刷され、譜線は手書きで書かれていた。また、同年に印刷された《ミサ聖歌集（ドイツ語: Graduale）》では、別々の板を用いることによる重ね刷りで譜線と音符を印刷しており、その後この2度刷り方式は一般的となった。この頃は木版印刷が楽譜印刷の主流であった。
1450年頃に発明されたといわれるヨハネス・グーテンベルクの活版印刷を楽譜印刷に用いるには、譜線と音符のありとあらゆる組み合わせを用意する必要があり、技術的にも経済的にも負担が大きかった。本格的な活版印刷による楽譜出版を始めたのはオッタヴィアーノ・ペトルッチで、1501年に刊行した《詞華集オデカトン》がその最初の曲集である。ペトルッチの印刷工場は移動植字法を使用しており、異なる3つの型を用いて、最初に譜線、その上に音符、最後にタイトルや諸々のテキストを印刷するという方式を採った。この方式は譜表と音符の間にずれを生じやすいという欠点があったが、新たなページを作るのに同じ活字を再利用することが可能だった。ペトルッチが開発した多重刷りの活版印刷は、活版楽譜印刷の原理的な問題点を解決するもので、楽譜印刷の可能性を大きく飛躍させた。このような功績から、ペトルッチは「楽譜印刷のグーテンベルク」と言われている。ただ、ペトルッチの多重刷り方式は非常に高度な技術を要し、多大な時間と労力がかかるものであったから、楽譜も高価なものとなった。

### 活版印刷の発展

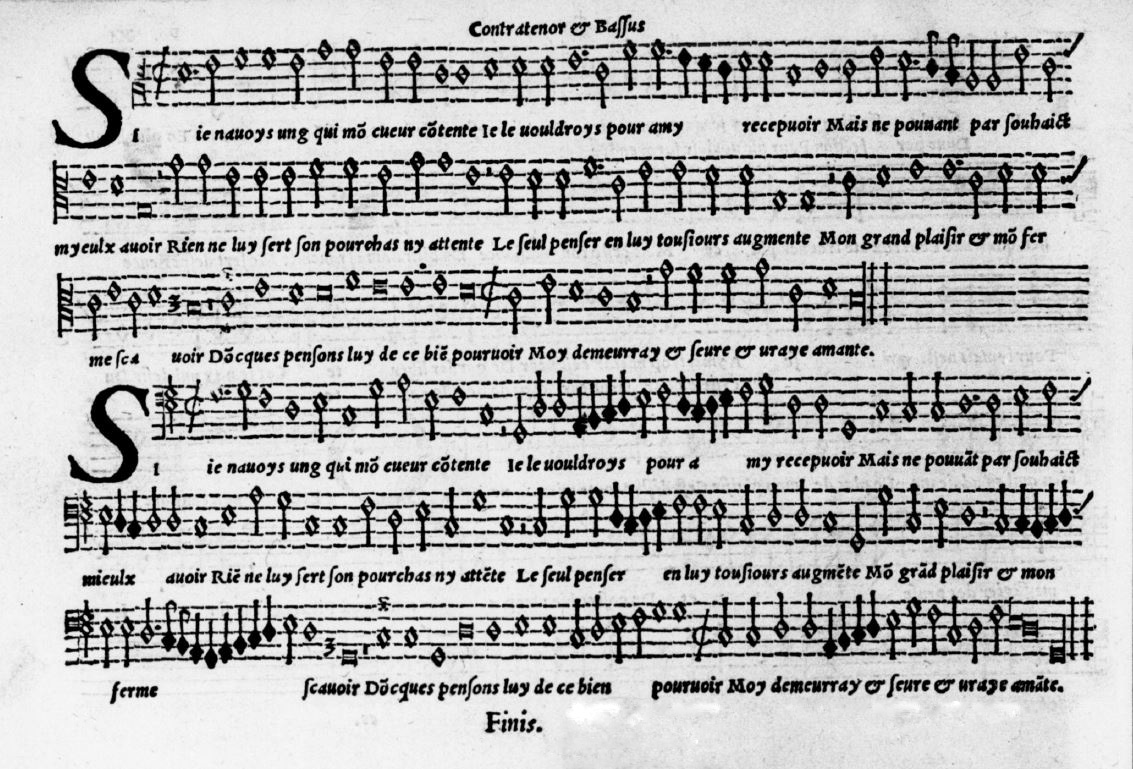
アテニャンによる《シャンソン》の浄書譜（1544年）

パリの印刷業者であるピエール・オータンは譜線と音符を同時に印刷する方式を1525年に発明し、ピエール・アテニャンによって1527年に初めて使用された。この方式は発行部数を飛躍的に増大させ、したがって楽譜の価格を大幅に引き下げることに成功した。アテニャンがこれらを実現できたのは、フランス王フランソワ1世による支援のおかげでもあった。ただ、この方式では活字と活字の間に僅かな隙間ができてしまい、刷り上がりの美しさはペトルッチの方式には劣るものであった。
一方で、従来の木版印刷もアンドレア・アンティーコなどによって続けられた。この方式は、木板に完全な楽譜のページを彫ることによる一枚刷りであった。ただ、間違いが発生すれば、彫っていた板を破棄し、一からもう一度始めなければならなかった。
17世紀に入ると、楽譜印刷は一時的な衰退を迎えた。1618年に始まる三十年戦争などから17世紀初頭から中頃にかけてヨーロッパ全体が不況に陥り、購買層の減少や用紙の価格上昇を招いた。また、1580年以降新たな活字が滅多に作られなかったため活字が飽和状態に達し、出版家の間での競争が激化したことにも起因する。
植字による活版印刷楽譜の出版はペトルッチ以来約250年にわたって続けられた。18世紀に入ると、和音の多い音楽に適するような印刷方法が考案された。1755年、ライプツィヒのイマヌエル・ブライトコプフは、音符を符頭や符尾などに細分し、音部記号や拍子記号、表情記号などのあらゆる活字を揃えた細分植字法を開発した。

### 彫版印刷の登場
16世紀末、腐食銅板による楽譜印刷が登場した。1586年、シモーネ・ヴェロヴィオは、腐食銅板による楽譜印刷業をローマで起業した。1613年には、ウィリアム・ホールが銅版を彫刻することにより楽譜を浄書した。しかし、銅板は高価である上に、この方式は高度な加工技術と長い処理時間を要するものであった。よって17世紀末頃からは、銅版の代わりに安価で加工しやすいしろめ（ピューター）を利用する方式が一般的となっていった。
ただ依然として、手彫りのために手間と時間を要し、音符の大きさは不揃いになりがちだった。この問題を解決したのが、1720年にジョン・クリューアーが開発した方式であった。この方式は、音符などは硬い金属でできた活字を打ち付けることで板に窪みをつけ、五線やタイなどの曲線を針状のもので彫るというものであった。これによって、音部記号や音符の形状が統一され、整然とした刷り上がりが保証された。しかし、版の耐刷性は低く、だからといって合金の強度を上げるとひび割れを起こしやすくなるので、大量の印刷には向かなかった。ただ、この方式は様々な改良を受けて、21世紀初頭まで用いられていた。

### 平版印刷の登場

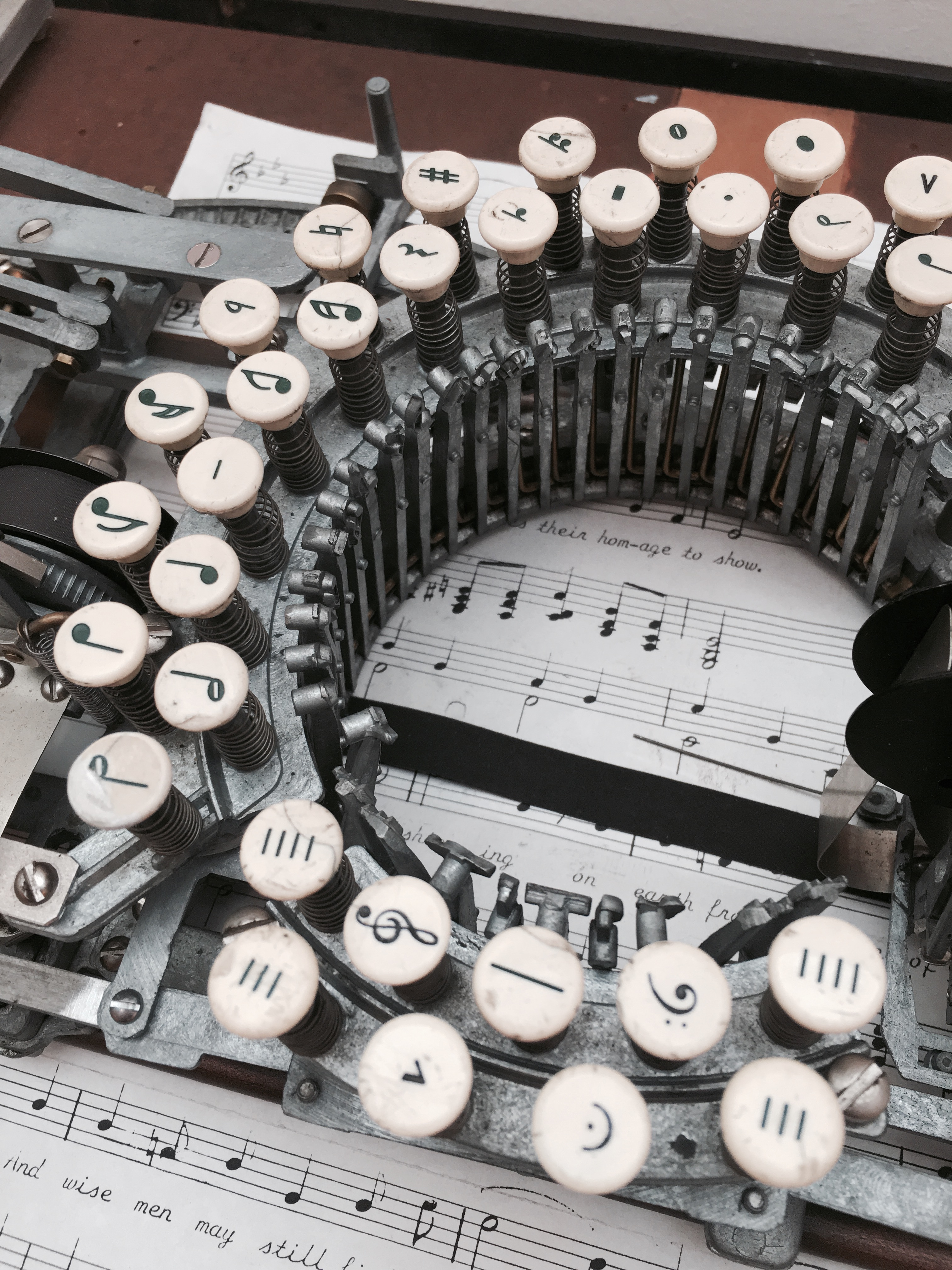
楽譜浄書用のタイプライター

1797年、ミュンヘンの俳優であったアロイス・ゼネフェルダーは平版による石版印刷を発明した。劇作家でもあった彼は、できるだけ安価に台本を印刷できるよう、試行を経てこの方式を開発した。この方式は楽譜を書くのとと大きく変わらないので、作曲家自身によって制作されることも多く、これにいち早く取り組んだのがカール・マリア・フォン・ウェーバーだった。ウェーバーはゼネフェルダーと知り合ったことで、1800年に《創作主題による6つの変奏曲》を石版印刷で出版した。
ゼネフェルダーは1799年、当時オッフェンバッハで銅版印刷を用いて楽譜印刷を手がけていたヨハン・アントン・アンドレと手を組み、世界初の石板印刷所を創立した。この石版印刷所は、銅版印刷の約7分の1の製版費用、約半分の印刷費で高品質の楽譜を浄書し出版したといわれている。この方式は彫版印刷とともに19世紀の主要な楽譜印刷方法となった。
ただ、石版印刷では、版替えの際に石版の表面を丁寧に研磨する必要がある上、印刷時に大きな圧力を要すること、石板石自体が大きく重いため持ち運びが不便なこと、多色刷りに手間がかかるなどの問題を抱えていた。1904年、アメリカのアイラ・ルーベルは、石版の代わりに金属版を用いるオフセット印刷を発明し、この方式は石版印刷に取って代わって用いられるようになった。
日本で楽譜が浄書されるようになったのは明治の中頃といわれている。ヨーロッパから帰国した作曲家が木版印刷を伝えたのが最初で、大正に入る頃には石版やコンニャク版などでも製版するようになった。昭和に入ると楽譜の需要は増し、1928年に春秋社から80巻に及ぶ『世界音楽全集』が出版されると、日本の楽譜製作は軌道に乗り出した。戦後には、先端が音楽記号になっている特殊なタイプライターが登場した。
欧州では彫版による浄書が行われていたのに対し、日本や韓国ではハンコを用いた浄書が行われていた。音楽記号をツゲの木に彫刻したハンコで、予めカラス口で引いた五線の上に音符を押印していた。ハンコ浄書では、写真を撮って印刷原版を作り印刷を行う。

### 楽譜作成ソフトウェアの登場
1980年代後半、FORTRANで実装された楽譜作成ソフトウェア、SCOREが登場した。1989年にはFinaleが開発された。2015年時点で、Finaleは全世界で250万人以上の利用者数を持ち、市場シェアトップを誇る。
現在では、楽譜作成ソフトが安価となり、プロの楽譜浄書家でなくとも学校や個人で浄書できるようになった。ただ、仕上がりが入力者の技術とセンスに左右されるのは今も昔も変わらない。

## 工程
楽譜の印刷自体は一般の書籍と同じように行われるが、印刷の前の段階である版下作りは古くから様々な方法が行われてきた。彫版印刷における浄書の工程は大きく3つに分けられる。
1. 割り付け
2. 記号の捺印
3. 不定形記号の書き込み

割り付けの作業は3つの工程の中で最も難しい。作曲家の自筆譜が持ち込まれると、まず版の寸法を決め、奏者が読みやすいように小節を割り付けていく。奏者が譜めくりしやすいよう、ページの変わり目は特に配慮される。以上の作業が完了すれば、鉛筆で下書きを行い、その割り付けに沿って記号を捺印していく。最後に、スラーなどの不定形記号をカラス口を用いて書き込む。